# Líridas
As Líridas,   ou Lirídeos, são uma chuva de meteoros cujo radiante está localizado na constelação da Lira.

## Observação
O fenômeno está associado ao cometa C/1861 G1 (Thatcher) e é visível anualmente entre os dias 16 e 25 de abril. A atividade é máxima nos dias 21 ou 22, quando podem ser observados até cerca de 15 meteoros por hora. Seu radiante se encontra próximo a Vega, a estrela mais brilhante da constelação da Lira.

## História
O mais antigo registro de observações desse evento remonta ao ano 687 a.C. e há ainda um registro por astrônomos chineses de que no ano 15 a.C. essa chuva de meteoros foi particularmente notável.